# 豪斯多夫距离
豪斯多夫距离量度度量空间中紧子集之间的距离。 

## 定义
设X和Y是度量空间M的两个紧子集。那么豪斯多夫距离dH(X,Y)是最小的数r使得X的闭r—邻域包含Y，Y的闭r—邻域也包含X。换句话说，若d(x, y)表M中的距离，那么
{\displaystyle d_{\mathrm {H} }(X,Y)=\max\{\,\sup _{x\in X}\inf _{y\in Y}d(x,y),\,\sup _{y\in Y}\inf _{x\in X}d(x,y)\,\}{\mbox{.}}\!}
这距离函数令M的所有紧子集组成的集成为度量空间，且记为F(M)。F(M)的拓扑只是依赖于M的拓扑。若M是紧的，则F(M)也是。
豪斯多夫空间也可以照样定义在M的闭非紧子集上，但距离可能是无限大，F(M)的拓扑不只依赖于M的拓扑，也依赖于M的特有度量。非闭子集间的豪斯多夫距离可以定义为它们的闭包的豪斯多夫距离。这给予M的所有子集组成的集一个伪度量。（两个有相同闭包的子集的豪斯多夫距离是零）。
在歐幾里得几何常用一个类似概念，称为在等距同构下的豪斯多夫距离。设X 和Y是歐幾里得空间中两个紧的图形，则DH(X,Y)是dH(I(X),Y)取所有歐幾里得空间的保距变换I的最小值。这距离量度X和Y离等距差多少。

## 引用
- Munkres, James; Topology, Prentice Hall; 2nd edition (December 28, 1999). ISBN 0131816292.